# Obeidia
Obeidia är ett släkte av fjärilar. Obeidia ingår i familjen mätare.

## Bildgalleri

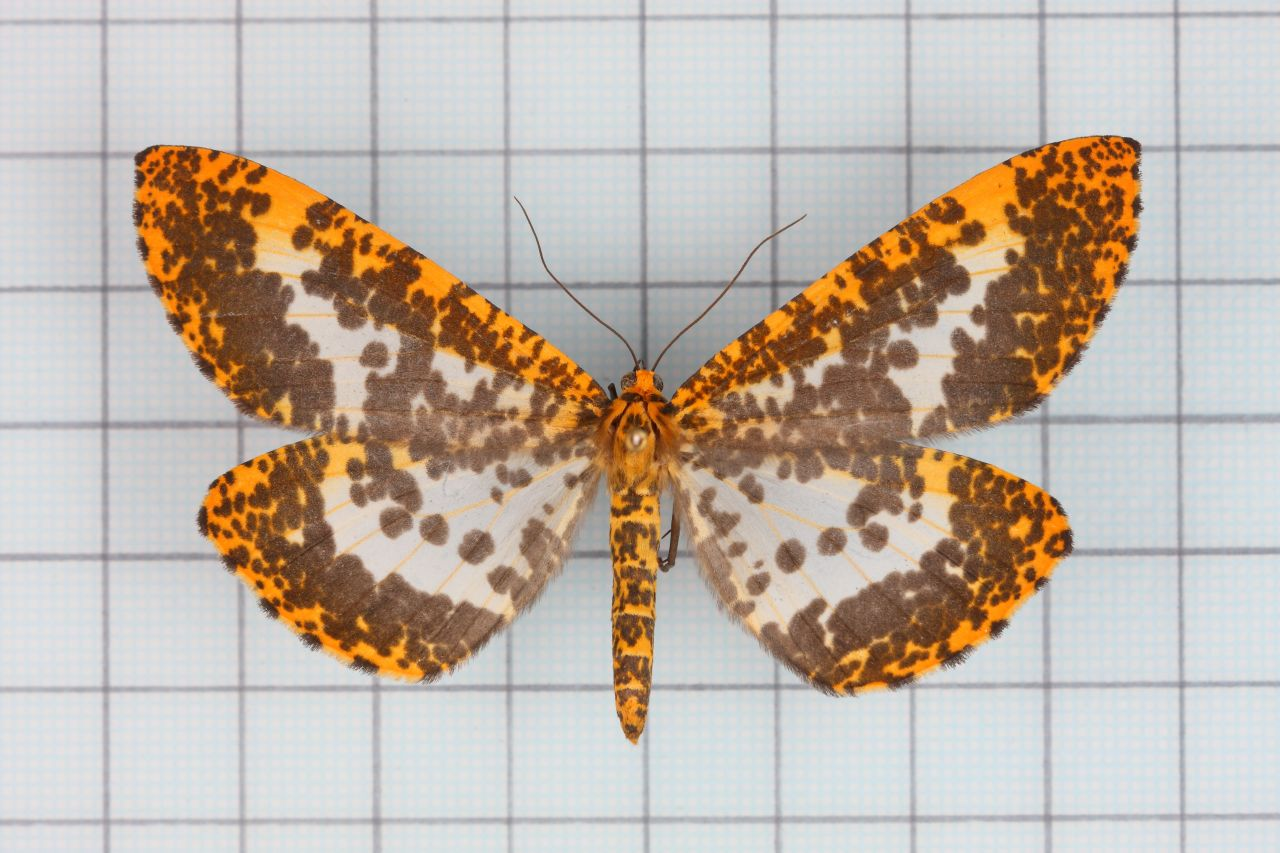
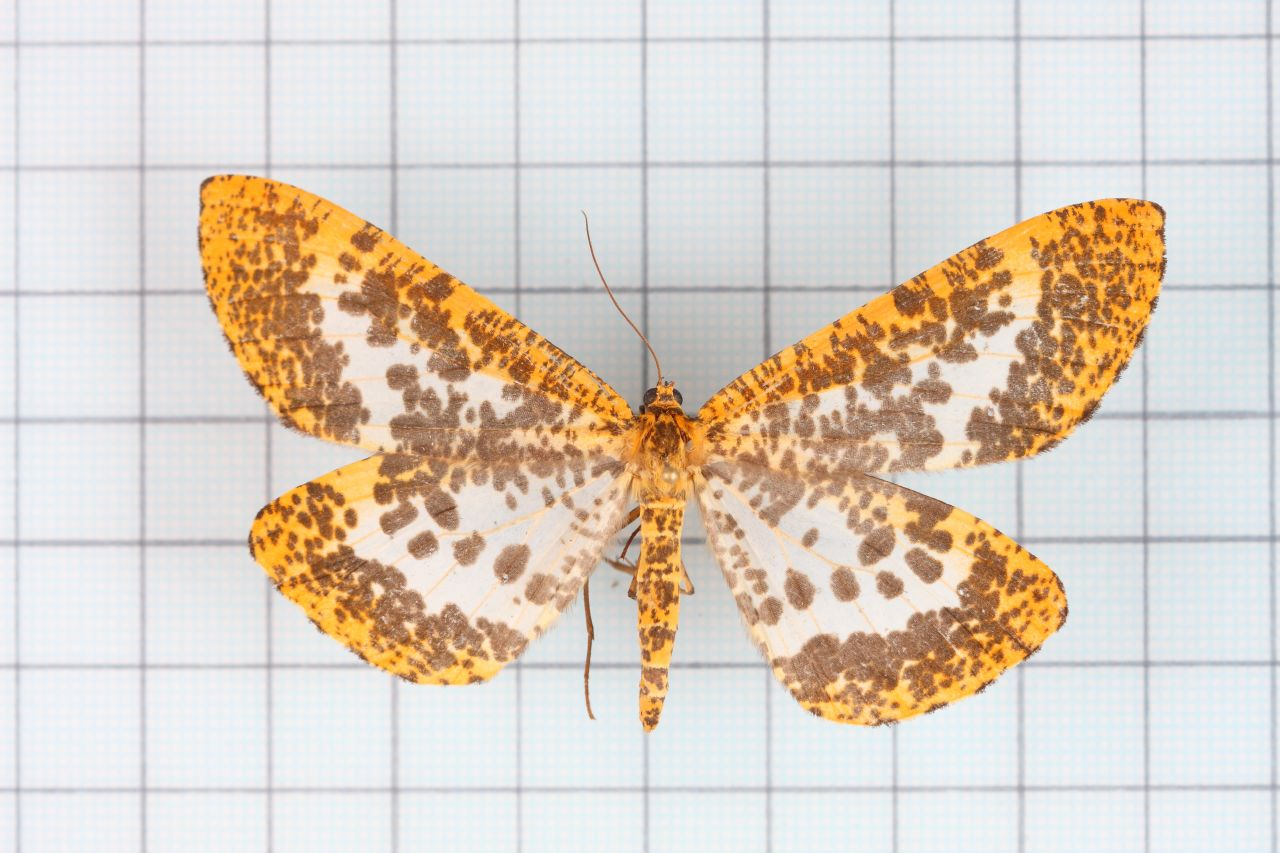
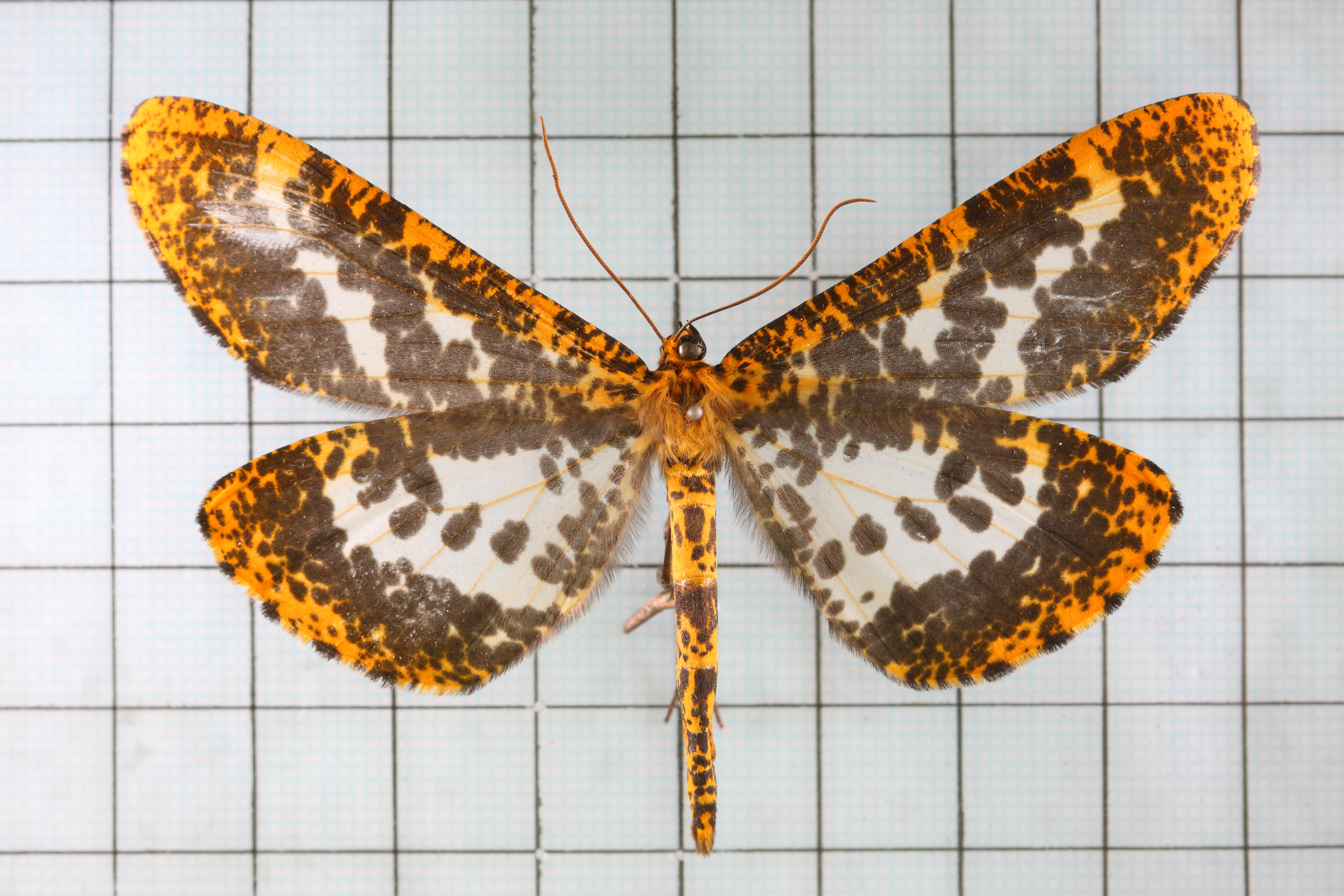
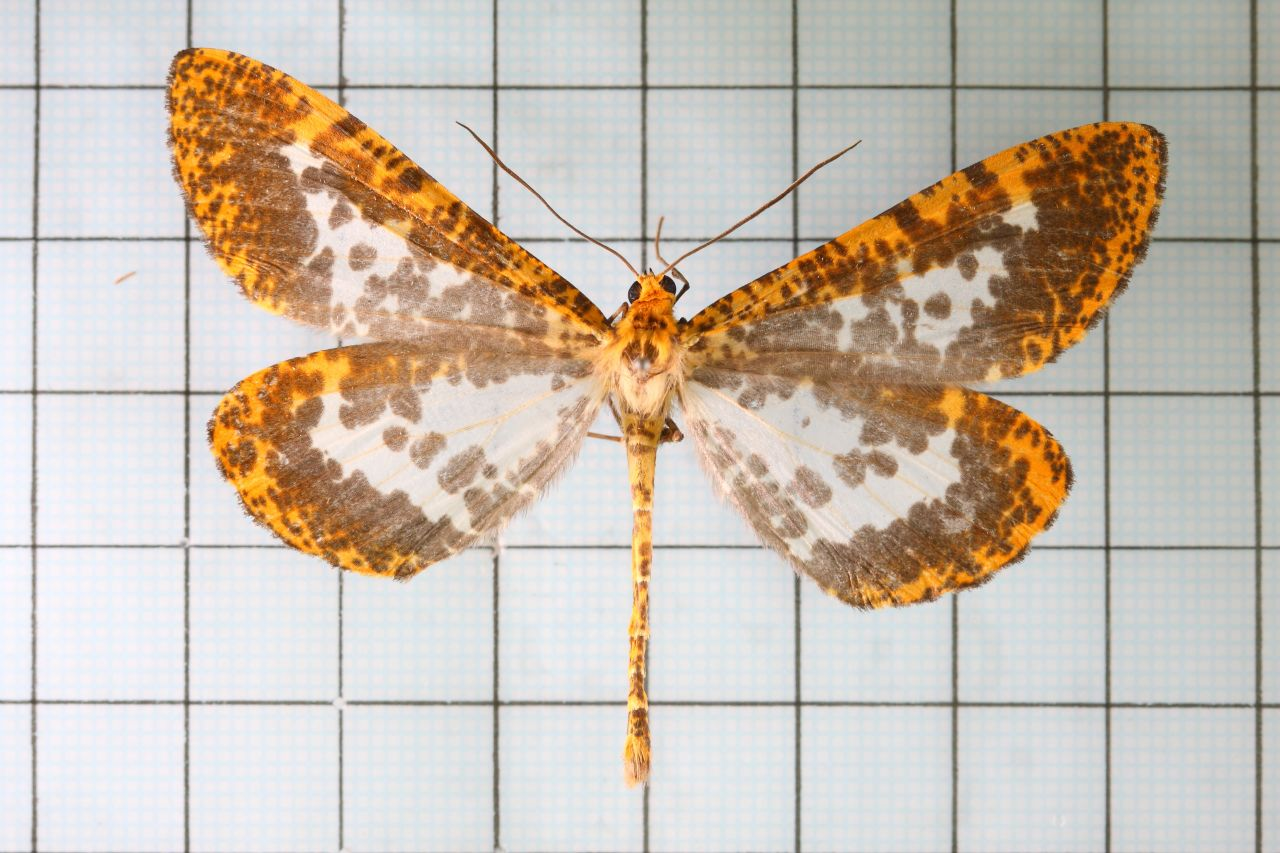
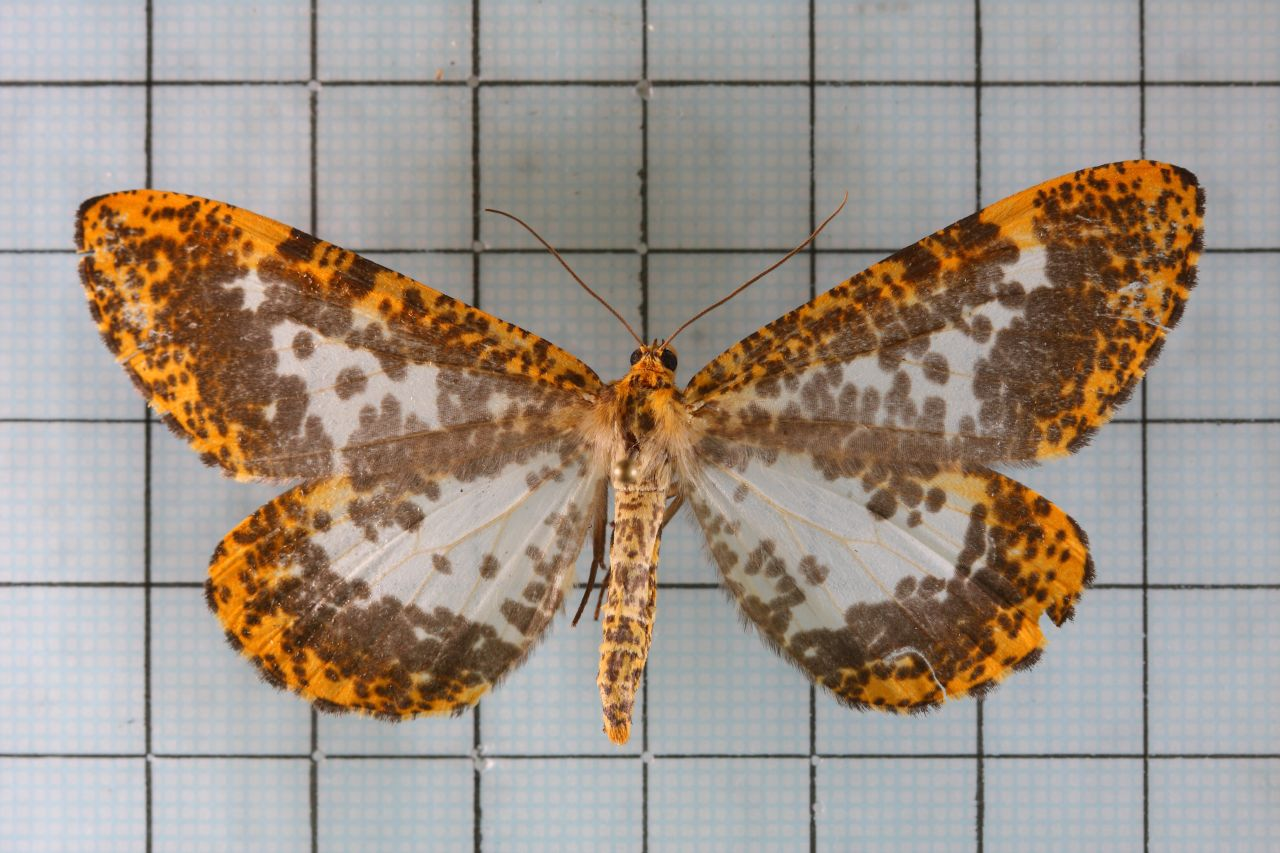
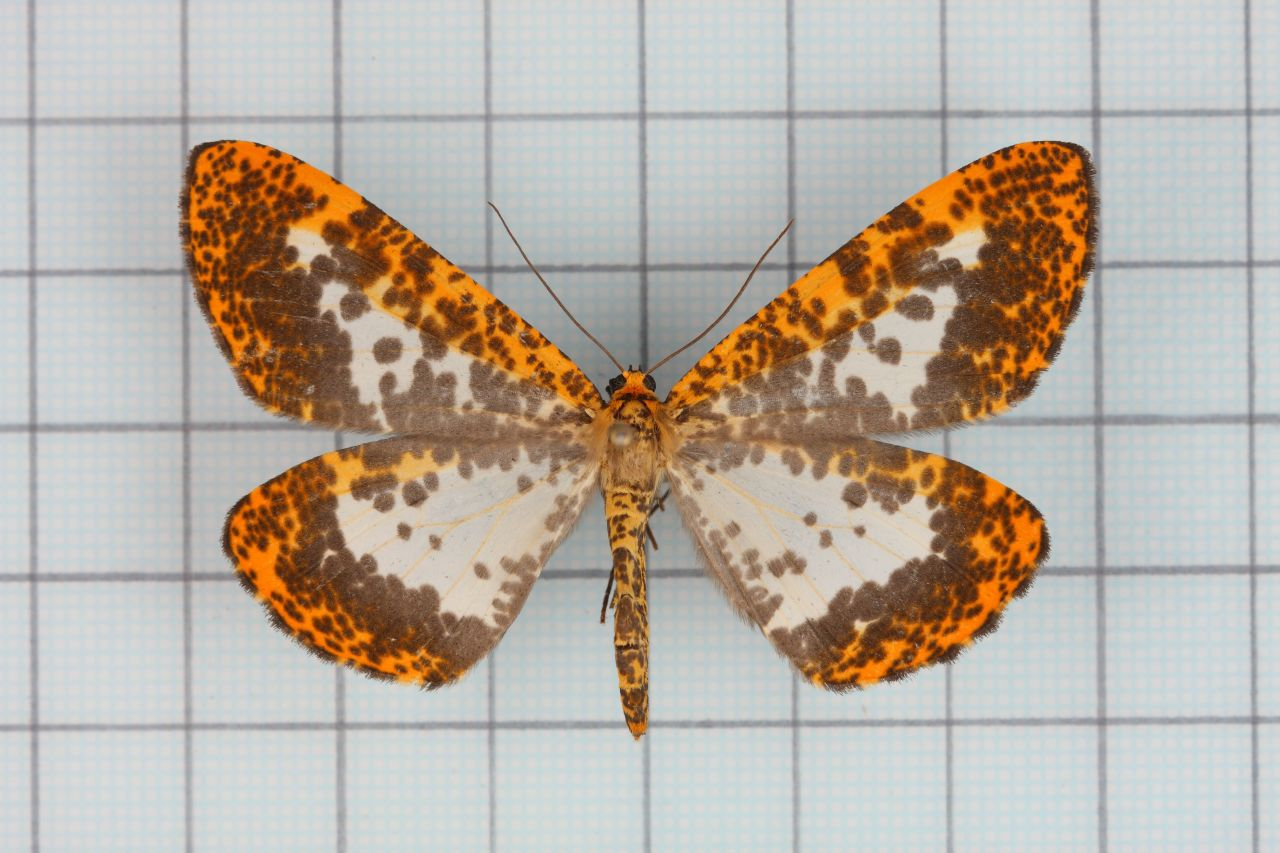

## Dottertaxa tillObeidia, i alfabetisk ordning[1]
- Obeidia aurantiaca
- Obeidia conspurcata
- Obeidia decipiens
- Obeidia diversicolor
- Obeidia epiphleba
- Obeidia extranigricans
- Obeidia fumosa
- Obeidia fuscofumosa
- Obeidia gigantearia
- Obeidia horishana
- Obeidia irregularis
- Obeidia leopardaria
- Obeidia leptosticta
- Obeidia libellulalis
- Obeidia longimacula
- Obeidia lucifera
- Obeidia lugens
- Obeidia marginifascia
- Obeidia maxima
- Obeidia millepunctata
- Obeidia minima
- Obeidia neglecta
- Obeidia postmarginata
- Obeidia propinquans
- Obeidia rongaria
- Obeidia semifumosa
- Obeidia tigrata
- Obeidia tigridata
- Obeidia vagipardata